# Los marginados
Los marginados va ser un programa documental emès per La 1 de Televisió espanyola en diferents temporades entre 1984 i 1991.

## Equip
Dirigit i presentat per la periodista Carmen Sarmiento, que va comptar amb la col·laboració del càmera José Manuel Iglesias i el tècnic de so Juan Miguel Velázquez.

## Contingut
Es tracta d'una sèrie documental, en la qual es pretén reflectir la vida quotidiana d'alguns dels més desfavorits de la Terra. Rodada en diversos continents fins i tot en situacions de conflicte bèl·lic com la Guerra civil de Nicaragua dels anys 80.
Encara que estrenat en 1984, la primera temporada del programa es va gravar entre 1982 i 1983, en països com l'Índia, l'Afganistan, el Pakistan, Jamaica o Haití. La primera temporada va tenir 10 episodis i es va emetre entre l'1 d'octubre i el 12 de desembre de 1984. La segona temporada es va estrenar el 16 de desembre de 1987 i va tenir dotze episodis. La tercera i última etapa es va estrenar el 12 d'agost de 1990.

## Llista de Programes (parcial)
- Morir en Benarés (índia) (1-10-1984)
- Rasta, libérate (Jamaica) (8-10-1984)
- La revolución cercada (Nicaragua) (15-10-1984)
- Los refugiados (Afganistan / Pakistan) (22-10-1984)
- La sed como un azote (Àfrica) (29-10-1984)
- América indígena rebelde (Mèxic) (5-11-1984)
- Un amargo sabor de azúcar (Haití) (19-11-1984)
- Esquimales y tuareg: dos culturas en extinción (Alaska / Àfrica) (26-11-1984)
- Ser pobre en Nueva York (Estats Units) (3-12-1984)
- Los hijos de la pobreza (16-12-1987)
- Quinientos millones de desconocidas (Xina) (23-12-1987)
- Violentamente amarga (Colòmbia) (30-12-1987)
- Los dioses de la jungla (Sri Lanka) (6-1-1988)
- Ser turista en la miseria (Tailàndia) (13-1-1988)
- Tribus del triángulo de oro (Birmània) (20-1-1988)
- El hambre que no cesa (Etiòpia) (27-1-1988)
- Mujeres de Tailandia (Tailàndia) (3-2-1988)
- Los dogón: castración y magia (Mali) (10-2-1988)
- Las eminencias silenciosas (Japó) (17-2-1988)
- La cultura del opio (Tailàndia) (24-2-1988)
- El Frente Polisario (Sàhara Occidental) (22-6-1988)
- Sahara, el desierto de los desiertos (12-8-1990)
- El precio de la novia (19-8-1990)